# ورنر یگر
وِرْنِر ویلهلم یِگِر (به آلمانی: Werner Jaeger) (زادهٔ ۳۰ ژوئیهٔ ۱۸۸۸ در لبریش آلمان — درگذشتهٔ ۹ اکتبر ۱۹۶۱ در کمبریج آمریکا) از مهم‌ترین فیلولوگ‌های کلاسیک در سدهٔ بیستم است.

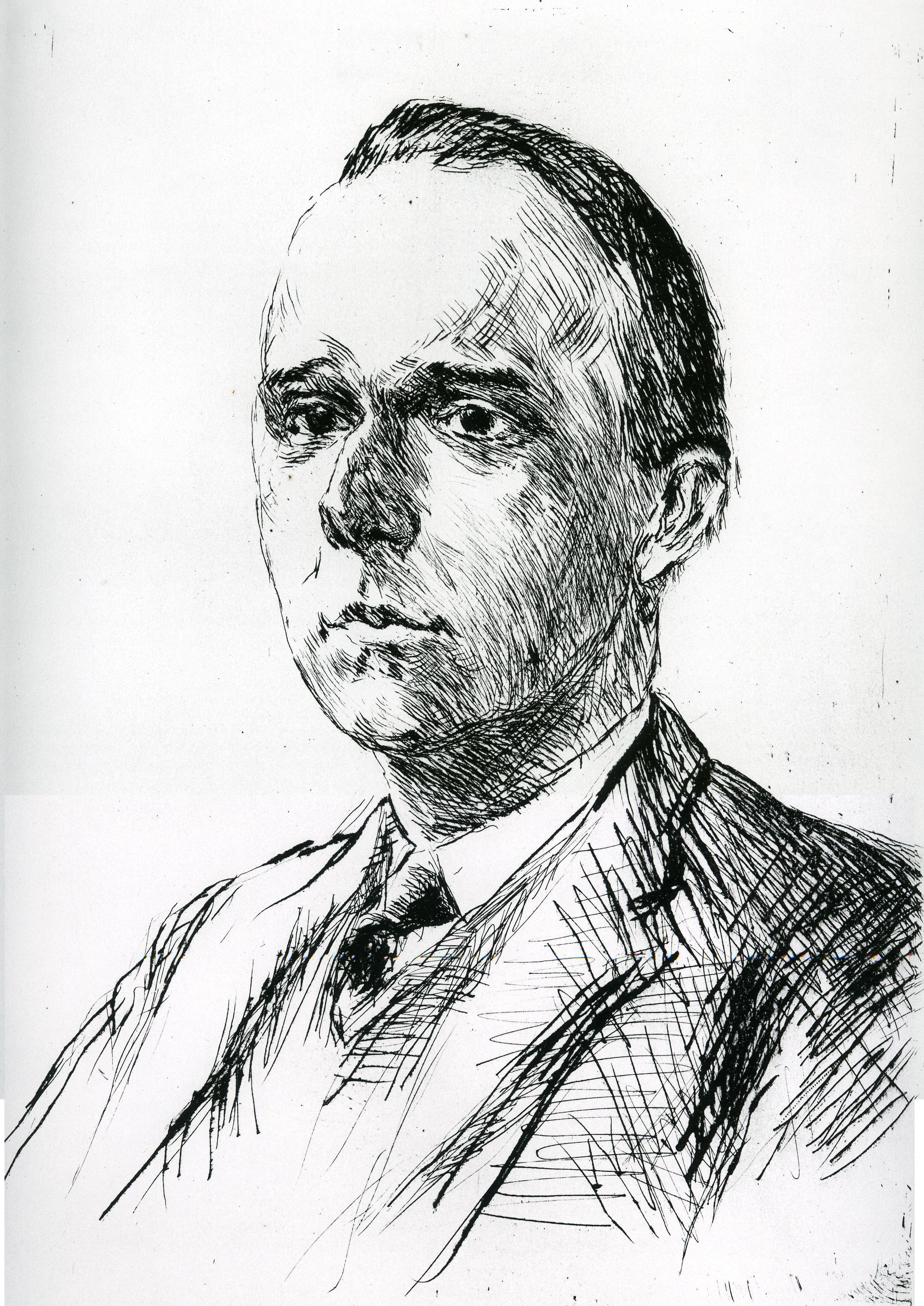
ورنر یگر. لیتوگرافی از مکس لایبرمن

یِگِر در لُبِریش، از شهرهای ایالت رِنیش امپراتوری پروس به دنیا آمد. او در لبریش و کِمْپِن به مدرسه رفت و در دانشگاه‌های ماربورگ و برلین به تحصیل پرداخته و در سال ۱۹۱۱ دکترای تخصصی خود را از دانشگاه برلین با پایان‌نامه‌ای در مورد متافیزیک ارسطو دریافت نمود. در ۲۶ سالگی صاحب کرسی استادی در دانشگاه بازل در سوئیس شد. سال بعد به دانشگاه کیل رفته و در سال ۱۹۲۱ به برلین بازگشت. او تا سال ۱۹۳۶، که به خاطر نارضایتی از روی کار آمدن ناسیونال سوسیالیست‌ها به آمریکا مهاجرت کرد، در آلمان باقی ماند. او با «سخنرانی‌ها و درس‌گفتارها در باب اومانیسم (۱۹۳۷)» و کتاب خود در مورد «دموستنس (۱۹۳۸)» به مخالفت پوشیده با نازی‌ها و آدولف هیتلر پرداخت.
در ایالات متحده، از سال ۱۹۳۶ تا ۱۹۳۹ به عنوان استاد تمام دانشگاه شیکاگو به تدریس پرداخت و پس از آن با انتقال به دانشگاه هاروارد به کار روی گرگوریوس نوسایی، که از پدران کلیسا بود، که از دوران پیش از جنگ جهانی اول آن را آغازیده بود، ادامه داد. او تا پیش از مرگ، در دانشگاه‌های کمبریج و ماساچوست نیز به کار پرداخت. جیمز دال، فیلسوف کانادایی از شاگردان او یگر در هاروارد بود.
یِگِر بیشتر به خاطر اثر خود، پایْدِیا مشهور است که به «تاثیر متقابل فرایند تاریخی را که به سیرت یونانیان شکل بخشیده است، و فرایند فرهنگی را که یونانیان از طریق آن آرمان خود را از شخصیت انسانی پدید آورده‌اند»، می‌پردازد. این اثر با ترجمهٔ محمدحسن لطفی تبریزی در ایران منتشر شده است.

## آثار
- پایْدِیا، سه جلد، ۱۹۳۳-۱۹۴۷، ترجمهٔ محمدحسن لطفی تبریزی.
- مطالعاتی در مورد تاریخ شکل‌گیری متافیزیک ارسطو، ۱۹۱۱.
- نِمِسیوس اِمِسایی، پژوهشی در نوافلاطون‌گرایی و آغازش با پوسِیْدِنیوس، ۱۹۱۴.
- اُپرای گرگوریوس نوسایی، یک تا هشت، از ۱۹۲۱، واپسین ۲۰۰۹.
- ارسطو: بنیان‌های تاریخ توسعهٔ او، ۱۹۲۳، منشر شده در ۱۹۳۴ به انگلیسی.
- جایگاه افلاطون در ساختار فرهنگ یونان، ۱۹۲۸.
- دموسْتِنُس، درس‌گفتار در سال ۱۹۳۴، منشر شده در ۱۹۳۸ به انگلیسی، و در ۱۹۳۹ به آلمانی.
- تئولوژی ِ نخستین فیلسوفان یونان، درس‌گفتار در ۱۹۳۶، منشر شده در ۱۹۴۷ به انگلیسی، و در ۱۹۵۳ به آلمانی.
- سخن‌رانی‌ها و درس‌گفتارها در باب اومانیسم، ۱۹۳۷.
- اومانیسم و تئولوژی، ۱۹۴۳.
- متافیزیک ارسطو، ۱۹۵۷.
- دو اثر دوباره‌کشف‌شده از نوشته‌های مسیحیت کهن: گرگوریوس نوسایی و ماکاریوس، دو جلد، ۱۹۵۴.
- مسیحیت آغازین و پایْدِیای یونان، ۱۹۶۱.
- آموزهٔ روح ِ مقدس ِ گرگوریوس نوسایی، ۱۹۶۶.
- نوشته‌های خُرْدْ، دو جلد، ۱۹۶۰.

- Emendationum Aristotelearum specimen (1911)